# 한국노동연구원
한국노동연구원(韓國勞動硏究院, Korea Labor Institute)은 노동관계 제 문제를 체계적으로 연구ㆍ분석함으로써 합리적인 노동정책 개발과 노동문제에 관한 국민일반의 인식제고에 이바지하기 위해 1988년 8월 설립된 국무총리(국무조정실) 산하 경제인문사회연구회 소속 정부출연연구기관이다. 세종특별자치시 시청대로 370 (반곡동, 세종국책연구단지 경제정책동)에 있다.
‘근로자의 삶의 질 제고와 일을 통한 국민행복 구현에 앞장서는 글로벌 정책연구기관’이라는 비전을 기치로 노동시장 연구, 고용정책 연구, 노사관계 연구, 인적자원관리 연구, 노동법 연구, 노동복지 및 노동보험 연구, 노사관계고위지도자연수사업 등 다양한 분야의 연구와 사업을 추진하고 있다.

## 사명
한국노동연구원의 주인은 국민임을 알고 공공연구기관으로서의 사명을 잊지 않겠습니다.
1. 한국노동연구원은 공공연구기관으로서인본주의에 기초한 연구를 통해 근로자와 국민의 삶의 질 향상에 기여하는 것을 사명으로 한다.
2. 우리는 연구의 중립성과 객관성을 견지하며 장기적이고 기초적인 연구를 통해 학문발전에 기여한다.
3. 우리는 사람과 지식이 경쟁력의 원천이 되는 새로운 21세기에 부응하는 정책연구를 통해 노동/사회 정책을 선도한다.
4. 우리는 학제 간 연구를 활성화하며, 노사정의 의견이 자유롭게 소통되는 공론의 장을 마련하여 사회적 합의의 형성을 촉진한다.
5. 우리는 서로 신뢰하고 존중하며 상호발전을 위해 노력함으로써 새로운 노사관계의 조직문화의 모범이 된다.

## 연구분야
노동시장 및 고용정책
- 노동시장 분석: 경제일반에 대한 분석과 함께 고용의 양과 질, 임금, 근로시간 등 노동시장의 주요 현안을 종합적으로 진단하여 우리 노동시장이 안고 있는 문제점을 분석하고 합리적인 대안을 모색하기 위한 자료를 제공
- 인력수급 연구: 전체적인 인력수급에 대한 전망, 산업별 인력수급 분석, 인력수급 원활화 방안, 인력서비스 산업 및 고용 안정기관의 기능 효율화 방안 등을 연구
- 일자리창출 및 실업대책 연구: 우리나라의 고용전략을 전반적으로 검토하고, 노동수요 구조의 변화와 노동시장 정책 및 제도의 고용창출 효과를 분석. 또한 여성, 고령자, 청년 등의 경제활동참가를 결정하고 높이는 요인들에 대한 연구와 종합적인 실업대책에 대한 연구도 동시에 수행
- 근로시간 연구: 근로시간의 변화 추세와 근로조건으로서의 근로시간 분포를 파악하며, 임금과 연관된 근로시간의 역할, 근로시간 단축을 위한 노동생산성 향상의 방안, 근로시간의 유연화를 통한 노동시장의 유연성 확대 방안, 근로시간 단축에 따른 노사관계의 변화 필요성 등을 연구
- 임금직무 연구: 임금 및 직무에 대한 실증적 분석을 바탕으로 직무와 숙련을 중시하는 방향으로 노동시장을 현대화하고, 차별 해소 및 단체교섭 구조의 개선이 원활히 이루어질 수 있도록 지원
- 지역노동시장 연구: OECD의 LEED 등 선진국의 사례를 참고하여 지역 전체에 대한 조명과 지역별 노동시장의 특색을 연구하고 부산지역, 부천지역 등에 대한 연구 경험을 바탕으로 지역별 특색에 맞는 정책제시를 통하여 지역균형발전에 기여
- 비정규직 연구: 노동시장의 유연성 확보와 비정규직 근로자의 사회적 보호를 조화하여 노동시장의 발전과 노사관계의 안정화를 기하기 위한 방안을 연구

노사관계/인적자원관리
- 노사관계 체제 및 비교노사관계 연구: 세계화, 경쟁 등 시장경제화, 기술의 빠른 발전, 산업구조의 변화, 고객 수요의 다양화와 계층화, 노동력 구성의 변화라는 외부환경의 변화 속에서 우리나라 노사관계시스템이 어떻게 변화하고 발전하는지, 외국의 노사관계 체제와 다른 점 및 같은 점이 무엇인지, 그리고 변화의 방향이 무엇인지를 연구
- 공공부문 노사관계 연구: 공공부문의 구조조정을 합리적으로 진행하고 공공서비스 질, 노동권과 근로조건, 그리고 인적자원을 제고하는 정책적 제언을 생산하며, 공공부문의 사회적 대화를 활성화함으로써 노사관계 발전에 대한 비전과 공감대 형성을 촉진
- 노동조합 및 경영자단체 연구: 노사협력을 통한 항상적 혁신역량의 구축 및 강화를 위해 노동조합 및 경영자단체를 연구
- 산업별, 업종별 고용관계 연구: 자동차산업, 전자산업, 조선산업 등 전통적인 제조업뿐 아니라 금융산업, 병원산업, IT산업, 문화산업 등에서의 다양한 고용관계를 연구
- 인적자원관리 및 작업조직 연구: 개별 직능별 인사관리를 전략적 관점에서 통합함으로써 기업의 혁신역량을 강화하고 보완하는 인적자원관리 시스템/작업시스템 구축 방안을 연구. 인적자원관리에 대한 KLI 특유의 노사참여적인 접근을 통해 인적자원관리, 노사관계 혁신, 기업 혁신역량 강화를 선순환적으로 통합하는 인적자원관리 혁신 방안을 연구
- 인적자원개발(HRD) 및 직업능력개발 연구: 직업교육훈련 제도의 개선은 물론 기업의 학습조직화, 산업 혁신, 인력수급 효율화, 자격제도의 개선 등을 통하여 평생학습사회·능력 중심사회의 기반을 마련하는 방안을 연구
- 여성, 고령자, 장애인, 외국인 근로자 노동시장 연구: 사회적 소수자들의 고용, 임금 및 근로조건상의 문제점을 분석하고 이들의 인적자원 개발, 처우 개선, 기회의 형평성 제고를 위한 제도 개선방안 등을 연구
- 고용평등 연구: 평등고용의식의 확산과 적극적 고용개선조치의 필요성 및 효과성에 대한 인식을 제고하고, 실질적인 여성고용 확대를 위한 기업 인사 관행의 개선방안 연구

노동법연구
- 노사관계 법제도 연구: 헌법상 노동3권의 실현과 현실의 노사관계를 규율하는 집단적 노동관계에 관한 법령(노동조합법, 교원노조법, 공무원노조법 등)에서 규율하고 있는 제도들의 개선 방안 연구
- 근로관계 법제도 연구: 근로자와 사용자 사이의 노동관계의 성립·전개·종료를 둘러싼 법률관계와 인간다운 생활을 보장하기 위한 노동보호입법(근로기준법, 최저임금법, 남녀고용평등법 등)의 해석적 기준과 입법적 대안을 제시하기 위한 정책적 방안 연구
- 비정규직 대책과 노동시장 규율에 관한 제도 개선 연구: 기간제법, 파견법, 직업안정법 등 비정규직을 보호하고 노동시장을 규율하는 법제도의 개선방안을 모색하고, 전체 노동시장의 관점에서 근로자들을 보호하기 위한 사회보험(고용보험법, 산재보험법)과 직업능력개발(직업능력개발법)에 관한 법적 규율 방안 검토
- 국제기준과 해외 법제도 연구: 국제노동기구와 유럽연합 등 보편적 노동기준에 관한 분석, 다른 국가들에서 제시되고 있는 새로운 노동관련 제도들을 연구하여 노동기준의 선진화 방안 모색
- 노동판례 연구: 노동판례 분석을 통하여 현실의 노동관계에서 발생하는 다양한 분쟁에 관한 규범적 진단과 평가를 수행하고, 이에 대한 정책적 또는 입법적 대안을 모색

노동복지 및 노동보험
- 고용보험 및 노동시장 인프라 연구: 고용보험제도 내 각종 사업의 성과분석, 제도개선, 보험재정분석, 외국 경험의 소개, 노동시장 인프라 등 다양한 분야에서 축적된 연구 실적을 기초로 특히 고용보험의 재정 합리화와 새로운 지원사업의 개발을 위해 노력
- 산재보험 및 산업안전 연구: 산재보험제도의 개선, 재정안정화, 요양 및 보상체계의 효율화, 산재근로자 재활프로그램의 강화, 산업안전 및 산업재해의 예방 등을 연구
- 노동복지.차별.빈곤 연구: 모든 국민들이 최소한의 인간다운 삶을 영위하고, 노후를 대비할 수 있도록 사회안전망의 구축 및 개선을 위한 연구 수행. 특히 기업연금제도의 도입, 기업 내 복지후생제도의 개선, 생산적 복지, 노동시장에서의 차별 시정, 근로소득분배의 개선, 근로빈곤계층에 대한 보호제도의 발전과 같은 주제에 대해 연구

## 연혁
- 1988년 4월 11일 설립준비위원회 개최
- 1988년 5월 9일 (재)한국노동연구원 설립 허가
- 1988년 8월 25일 (재)한국노동연구원 개원
- 1988년 12월 31일 한국노동연구원법 공시 (법률 제4078호)
- 1989년 1월 29일 (재)한국노동연구원의 모든 권리와 의무를 한국노동연구원이 승계
- 1989년 2월 21일 한국노동연구원법에 의한 법인설립 등기
- 1989년 3월 27일 한국노동연구원법 시행령 공시(대통령령 제12667호)
- 1999년 1월 29일 정부출연연구기관 등의 설립·운영 및 육성에 관한 법률(법률 제5733호) 및 동법 시행령 공포
- 1999년 3월 15일 노동부에서 경제사회연구회 소속으로 이관
- 2005년 7월 1일 경제인문사회연구회 소속으로 이관
- 2014년 12월 10일 세종특별자치시로 청사 이전

## 조직

### 한국노동연구원장
- 감사
- 감사실
- 경영자문위원회
- 연구자문위원회

#### 부원장
- 고용정책연구본부
- 노사관계연구본부
- 사회정책연구본부
- 고용영향평가센터
- 고용안전망연구센터
- 임금직무혁신센터
- 동향분석실
- 지역고용연구실
- 패널데이터연구실
- 기획조정실
- 경영지원실
- 국제협력실
- 노사관계최고지도자과정